# بيل وولف (مخرج منفذ)
بيل وولف (بالإنجليزية: Bill Wolff)‏ هو مخرج منفذ أمريكي، ولد في 4 مارس 1966 في الولايات المتحدة.

## وصلات خارجية
- بيل وولف على موقع IMDb (الإنجليزية)